# Dolores Balderamos
Dolores Balderamos, właśc. Dolores Balderamos Garcia (ur. 1957) – belizeńska polityk, członek Zjednoczonej Partii Ludowej, poseł z okręgu Belize Rural Central.

## Życiorys
Urodziła się w 1957.
W polityce związała się z chadecką Zjednoczoną Partią Ludową i z jej ramienia kandydowała do parlamentu.
7 marca 2012 została członkiem Izby Reprezentantów z okręgu Belize Rural Central, w którym pokonała w wyborach przedstawiciela UDP: Michaela Hutchinsona, zdobywając 2005 głosów (stosunek głosów: 51,19% do 45,98%). Zjednoczona Partia Ludowa pozostała w tej kadencji w opozycji.